# Liste der Departementsstraßen im Elsass
Die Departementsstraßen sind Durchgangsstraßen in Frankreich, die von den Départements verwaltet werden. Diese Liste enthält einige der Straßen dieser Kategorie in den Départements Haut-Rhin und Bas-Rhin.
(Liste unvollständig)

## Département Bas-Rhin
- D 1: Kirrberg – Rauwiller
- D 2: Landesstraße 87 – Gambsheim – Autobahn A 35
- D 3: Sturzelbronn – Obersteinbach – Niedersteinbach – Lembach – Climbach – Wissembourg – Scheibenhard – Lauterbourg
- D 4: Roppenheim – Bundesstraße 500
- D 5: Barr – Saint-Pierre – Stotzheim – Kertzfeld – Benfeld – Herbsheim – Boofzheim – Rhinau
- D 6: Saverne – Steinbourg – Hattmatt – Imbsheim – Bouxwiller – Obersoultzbach / Niedersoultzbach – Ingwiller
- D 7: Hochfelden – Bossendorf – Lixhausen – Issenhausen – Bouxwiller – Obersoultzbach – Weiterswiller – La Petite-Pierre
- D 9: La Petite-Pierre – Petersbach – Ottwiller
- D 10: Illhaeusern – Elsenheim – Marckolsheim
- D 12: Wimmenau – Goetzenbruck
- D 14: Dossenheim-sur-Zinsel – Steinbourg
- D 20: Krafft – D 468 – Rhinau – Diebolsheim – Schoenau – D 52 – Baltzenheim
- D 23: Altwiller – Harskirchen – Sarre-Union
- D 25: Hochfelden – Schaffhouse-sur-Zorn – Rohr – Woellenheim – Hohengœft – Wasselonne
- D 27: Lembach – Woerth – Morsbronn-les-Bains – Hegeney – Haguenau
- D 28: Ingwiller – Rothbach – Offwiller – Zinswiller – Oberbronn – Niederbronn-les-Bains – Reichshoffen – Froeschwiller – Woerth – Merkwiller-Pechelbronn – Kutzenhausen – Soultz-sous-Forêts – Hohwiller – Kuhlendorf – Rittershoffen – Hatten – Seltz – deutsche Grenze
- D 29: Haguenau – Oberhoffen-sur-Moder – Rohrwiller
- D 30: Brumath – Bilwisheim – Mittelschaeffolsheim – Rumersheim – Reitwiller – Truchtersheim – Wiwersheim – Quatzenheim – Furdenheim – Ergersheim – Dachstein – Molsheim – Mutzig
- D 31: Gougenheim – Reitwiller – Pfettisheim – Pfulgriesheim – Griesheim-sur-Souffel – Dingsheim – Mittelhausbergen – Straßburg
- D 32: Innerorts von Schwindratzheim
- D 34: Altenstadt – Geitershof – Seebach – Trimbach – Croettwiller – Niederroedern
- D 35: Orschwiller – Kintzheim – Châtenois – Scherwiller – Dieffenthal – Dambach-la-Ville – Blienschwiller – Nothalten – Itterswiller – Eichhoffen – Barr – Heiligenstein – Ottrott – Bœrsch – Rosheim
- D 37: Bischwiller – Weyersheim – Hoerdt – Reichstett
- D 39: Villé – Bassemberg – Lalaye – Fouchy – Urbeis
- D 41: Saverne – Maennolsheim – Landersheim – Willgottheim – Neugartheim-Ittlenheim – Schnersheim – Wiwersheim – Stutzheim-Offenheim – Oberhausbergen – Straßburg
- D 45: Soultz-les-Bains – Wolxheim – Ergersheim – Breuschwickersheim – Oberschaeffolsheim – Wolfisheim – Eckbolsheim
- D 54: Nördlich von Still
- D 75: Wasselonne – Westhoffen – Balbronn – Oberhaslach
- D 100: Minversheim – Hochfelden
- D 118: Still – Dinsheim-sur-Bruche
- D 130: Rothau – Le Hohwald
- D 133: Bouxwiller – Dossenheim-sur-Zinsel – Eschbourg
- D 139: Bischwiller – Weitbruch
- D 140: Weitbruch – Brumath
- D 144: Verbindungsstraße zwischen der D 419 und der D 1340 bei Rottelsheim
- D 178: Eschbourg – La Petite-Pierre
- D 197: Forstfeld – Roppenheim
- D 204: La Broque – Schirmeck
- D 206: Benfeld – Valff – Goxwiller
- D 207: Rosheim – Bischoffsheim
- D 214: Urbeis – La Salcée – Klingenthal
- D 217: Innerorts von Gresswiller
- D 218: Otterswiller – Thal-Marmoutier – Schwebwiller – Reinhardsmunster – Obersteigen – Wangenbourg-Engenthal – Oberhaslach – Niederhaslach – Urmatt
- D 222: Ittenheim – Achenheim – Holtzheim – Lingolsheim – Illkirch-Graffenstaden – Route du Rhin
- D 224: Wasselonne – Romanswiller – Wangenbourg-Engenthal
- D 241: Minversheim – Huttendorf
- D 243: Hohwiller – Reimerswiller – Surbourg
- D 248: Lauterbourg – Mothern – Munchhausen – Seltz
- D 253: Itterswiller – Saint-Pierre-Bois – Thanvillé
- D 263: Altenstadt – Oberdorf – Hoffen – Hohwiller – Reimerswiller – Haguenau – Niederschaeffolsheim – Kriegsheim – Brumath – Vendenheim – Souffelweyersheim – Straßburg
- D 264: Wissembourg – Altenstadt
- D 297: Niederroedern – Forstfeld
- D 392: Allarmont – Vexaincourt – Luvigny – Raon-sur-Plaine – Grandfontaine – Schirmeck – Wisches – Lutzelhouse – Urmatt – Heiligenberg – Dinsheim-sur-Bruche – Mutzig – Hermolsheim – Dorlisheim – Altorf – Duttlenheim – Duppigheim – Entzheim – Lingolsheim – Straßburg
- D 419: Pfaffenhoffen – Morschwiller – Huttendorf – Hochstett – Brumath
- D 421: Saverne – Dettwiller – Wilwisheim – Hochfelden – Schwindratzheim – Mommenheim – Brumath
- D 422: Marlenheim – Odratzheim – Soultz-les-Bains – Avolsheim – Molsheim – Dorlisheim – Bischoffsheim – Obernai – Goxwiller
- D 425: Barr – Eichhoffen – Andlau – Le Hohwald – Breitenbach – Saint-Martin
- D 426: Obernai – Ottrott – Klingenthal – Le Hohwald – Meistratzheim – Schaeffersheim – Erstein – Landesstraße 100
- D 463: Innerorts von Rountzenheim
- D 468: Seltz – Beinheim – Roppenheim – Rœschwoog – Auenheim – Stattmatten – Dengolsheim – Drusenheim – Herrlisheim – Gambsheim – Kilstett – La Wantzenau – Hoenheim – Bischheim – Schiltigheim – Straßburg – Eschau – Plobsheim – Gerstheim – Obenheim – Boofzheim – Friesenheim – Diebolsheim – Saasenheim – Richtolsheim – Artolsheim – Bootzheim – Mackenheim – Marckolsheim – Artzenheim – Kunheim – Biesheim – Neuf-Brisach – Heiteren – Balgau – Fessenheim – Blodelsheim – Rumersheim-le-Haut – Bantzenheim – Ottmarsheim – Hombourg – Niffer – Kembs – Bartenheim-la-Chaussée
- D 500: Dorlisheim – Bischoffsheim – Niedernai
- D 563: Innerorts von Oberhausbergen
- D 675: Nördlich von Still
- D 717: Gresswiller – Dinsheim-sur-Bruche
- D 919: Sarreguemines – Siltzheim – Herbitzheim – Oermingen – Voellerdingen – Lorentzen – Diemeringen – Tieffenbach – Frohmuhl – Puberg – Wingen-sur-Moder – Wimmenau – Ingwiller – Menchhoffen – Pfaffenhoffen – Niedermodern – Neubourg – Schweighouse-sur-Moder – Haguenau
- D 925: Lembach – Bundesstraße 488
- D 1004: N4 – Saverne – Otterswiller – Marmoutier – Singrist – Wasselonne – Marlenheim – Furdenheim – Ittenheim – Straßburg
- D 1061: Sarre-Union – Gungwiller – Siewiller
- D 1063: Rountzenheim – Soufflenheim – Haguenau
- D 1083: Illkirch-Graffenstaden – Fegersheim – Ichtratzheim – Schaeffersheim – Matzenheim – Benfeld – Huttenheim – Sermersheim – Kogenheim – Ebersheim – Sélestat
- D 1340: Haguenau – Bernolsheim
- D 1420: Saales – Bourg-Bruche – Saint-Blaise-la-Roche – Fouday – Rothau – La Broque – Schirmeck – Route Express de la Vallée de la Bruche – Muhlbach-sur-Bruche – Route Express – Gresswiller – Route Express – Dorlisheim
- D 1422: Duppigheim – Goxwiller – Gertwiller – Saint-Pierre – Epfig – Sélestat

## Département Haut-Rhin
- D 1b: Orschwiller – Saint-Hippolyte – Rorschwihr – Bergheim – Ribeauvillé – Zellenberg – Beblenheim – Mittelwihr – Bennwihr – Sigolsheim – Kientzheim – Kaysersberg – Ingersheim – Wettolsheim – Herrlisheim-près-Colmar – Niederhergheim – Weckolsheim – Neuf-Brisach
- D 2: Neuf-Brisach – Weckolsheim – Dessenheim – Rustenhart – Hirtzfelden – Ensisheim – Pulversheim – Wittelsheim – Cernay
- D 3b: Merxheim – Issenheim – Guebwiller
- D 4: Muntzenheim – Wickerschwihr – Holtzwihr – Houssen – Bennwihr
- D 5: Issenheim – Guebwiller – Soultz-Haut-Rhin – Hartmannswiller – Wattwiller – Uffholtz
- D 8: Niederhergheim – Rouffach
- D 8b: Didenheim – Mülhausen
- D 9b: Hirsingue – Bettendorf – Henflingen – Grentzingen – Oberdorf – Waldighofen – Roppentzwiller – Durmenach – Werentzhouse – Fislis – Linsdorf – Liebenswiller – Leymen – Bättwil
- D 10 : Munster – Luttenbach-près-Munster – Breitenbach-Haut-Rhin – Muhlbach-sur-Munster – Metzeral – Sondernach
- D 14b: Bitschwiller-lès-Thann – Bourbach-le-Haut – Masevaux
- D 16: Altkirch – Wittersdorf
- D 18.I: Innerorts von Spechbach-le-Bas
- D 18.V: Spechbach-le-Bas – Frœningen – Didenheim
- D 19b: Tagsdorf – Heiwiller – Wahlbach – Koetzingue – Waltenheim – Sierentz – Kembs
- D 27 : Sondernach – Le Markstein / Route des Crêtes
- D 39: Bundesstraße 378 – Chalampé – Ile Napoléon
- D 52: Marckolsheim – Baltzenheim – Biesheim – Vogelgrun – Geiswasser – Nambsheim – Chalampé – Ottmarsheim – Niffer – Kembs
- D 56: Innerorts von Riedisheim
- D 56.I: D 52 – Petit-Landau – D 468
- D 56.V: Innerorts von Riedisheim
- D 66: (ehemals N 66) Innerorts von Pfastatt
- D 83: (ehemals Teile der N 83, N 466 & N 466A) Burnhaupt-le-Bas – Cernay – Soultz-Haut-Rhin – Issenheim – Rouffach – Pfaffenheim – Hattstatt – Herrlisheim-près-Colmar – Eguisheim – Wettolsheim – Wintzenheim – Ingersheim – Colmar – Houssen – Ostheim – Guémar – Sélestat
- D 103: Vieux-Thann – Aspach-le-Haut – Aspach-le-Bas – Burnhaupt-le-Bas – Ammerzwiller – Balschwiller – Buethwiller – Hagenbach – Gommersdorf – Dannemarie – Romagny – Magny
- D 105: Hésingue – Saint-Louis – Bundesstraße 532
- D 111: Artzenheim – Muntzenheim
- D 201: (ehemals Teile der N 66, N 422 & N 422A) Meyenheim – Réguisheim – Ensisheim – Battenheim – Baldersheim – Mülhausen – Rixheim – Habsheim – Sierentz – Bartenheim – Blotzheim – Hésingue – Hégenheim
- D 210: Hégenheim – Hésingue – Blotzheim – Bartenheim – Sierentz – Habsheim – Rixheim – Baldersheim – Battenheim – Ensisheim – Réguisheim – Meyenheim
- D 415: (ehemalige N415) Bundesstraße 31 – Vogelgrun – Algolsheim – Neuf-Brisach – Wolfgantzen – Andolsheim – Horbourg-Wihr – Colmar – Ingersheim – Ammerschwihr – Kaysersberg – Lapoutroie – Le Bonhomme – Plainfaing – N415 – Saint-Dié-des-Vosges
- D 416: (ehemalige N 416) Sainte-Marie-aux-Mines – Ribeauvillé – Ostheim
- D 419 : Belfort – Pérouse – Bessoncourt – Frais – Foussemagne – Chavannes-sur-l’Étang – Valdieu – Retzwiller – Dannemarie – Ballersdorf – Altkirch – Wittersdorf – Emlingen – Tagsdorf – Ranspach-le-Bas – Hésingue
- D 424: Bundesstraße 113 – Marckolsheim – Heidolsheim – Sélestat – Châtenois – Thanvillé – Villé – Maisonsgoutte – Steige – Ranrupt – Colroy-la-Roche – Saint-Blaise-la-Roche – Belval – Senones – Moyenmoutier – Étival-Clairefontaine – Col de la Chipotte
- D 430: (ehemals Teile der N 366 & N 430) Soultzeren – Le Markstein – Dauvillers – Sengern – Lautenbachzell – Lautenbach – Buhl – Guebwiller – Feldkirch – Illzach – Mülhausen
- D 432: (ehemals N 432) Altkirch – Carspach – Hirtzbach – Hirsingue – Heimersdorf – Feldbach – Vieux-Ferrette – Ferrette – Bergmatten
- D 463: (ehemals N 463) Joncherey – Faverois – Courtelevant – Seppois-le-Bas – Seppois-le-Haut – Bisel – Feldbach – Riespach – Waldighofen – Steinsoultz – Muespach – Muespach-le-Haut – Folgensbourg
- D 466: (ehemals N 466) Burnhaupt-le-Bas – Bernwiller – Spechbach-le-Haut – Spechbach-le-Bas – Aspach – Altkirch
- D 468: (ehemalige N 68) Seltz – Beinheim – Roppenheim – Rœschwoog – Auenheim – Stattmatten – Dengolsheim – Drusenheim – Herrlisheim – Gambsheim – Kilstett – La Wantzenau – Hoenheim – Bischheim – Schiltigheim – Straßburg – Eschau – Plobsheim – Gerstheim – Obenheim – Boofzheim – Friesenheim – Diebolsheim – Saasenheim – Richtolsheim – Artolsheim – Bootzheim – Mackenheim – Marckolsheim – Artzenheim – Kunheim – Biesheim – Neuf-Brisach – Heiteren – Balgau – Fessenheim – Blodelsheim – Rumersheim-le-Haut – Bantzenheim – Ottmarsheim – Hombourg – Niffer – Kembs – Bartenheim-la-Chaussée
- D 473: (ehemals N 73) Ferrette – Bouxwiller – Werentzhouse – Folgensbourg – Hésingue
- D 483: (ehemals N 83) Burnhaupt-le-Haut – Soppe-le-Bas – Lachapelle-sous-Rougemont